# Hona Tha Pyar
Hona Tha Pyar (in urdu ہونا تھا پیار‎?, lett. "Doveva essere amore") è una canzone pakistana in lingua urdu tratta dal film Bol del 2011 di Shoaib Mansoor. Composta e scritta da Ali Javed, è cantata da Atif Aslam e Hadiqa Kiyani. È stata prodotta da Shiraz Uppal; nel video hanno recitato lo stesso Atif Aslam e Mahira Khan.

## Riconoscimenti
Hona Tha Pyar è stata candidata a vari premi tra cui Pakistan Media Awards, Lux Style Awards e PTV Awards.
| Anno                  | Candidati                 | Premio                           | Risultato        |
| Lux Style Awards      | Lux Style Awards          | Lux Style Awards                 | Lux Style Awards |
| --------------------- | ------------------------- | -------------------------------- | ---------------- |
| 2012                  | Atif Aslam e Hadiqa Kiani | Canzone dell'anno                | Candidato/a      |
| 2012                  | Atif Aslam e Hadiqa Kiani | Miglior colonna sonora originale | Vincitore/trice  |
| Pakistan Media Awards |                           |                                  |                  |
| 2012                  | Atif Aslam e Hadiqa Kiani | Miglior cantante in playback     | Candidato/a      |